# Лучано Беріо
Луча́но Бе́ріо (італ. Luciano Berio; 24 жовтня 1925 — 27 травня 2003) — італійський композитор, експериментатор і піонер електронної музики, автор багатьох транскрипцій та аранжувань музичних творів різноманітних композиторів, зокрема Генрі Перселла та Ігоря Стравінського.

## Біографія
Народився у містечку Борго-д'Онельї на північному заході Італії. Перші уроки гри на фортепіано дали йому батько й дід, які були органістами. У часи Другої світової війни був призваний до армії, однак, зазнавши поранення в руку, більшу частину часу провів у шпиталі. Від 1947 року навчався у Міланській консерваторії.
В Мілані Лучано Беріо був учнем Луїджі Даллапіколи (клас фортепіано), а пізніше продовжив навчання у Дармштадтській школі. Через травмовану руку Беріо вирішив не продовжувати вивчення фортепіано, натомість зосередився на композиції. Перше публічне виконання одного зі його творів, сюїти для фортепіано, відбулося 1947 року. У 1950-их роках познайомився з видатними сучасниками П'єром Булезом, Карлгайнцем Штокгаузеном та Дьордем Лігеті, виявивши інтерес до серіальної музики й електронної композиції. 1955 року разом зі Studio di Fonologia Беріо заснував експериментальну студію електронної музики в Мілані, серед інших митців у тій студії експериментував також Джон Кейдж.
У той період він працював концертмейстером у класах співу, де й познайомився з американською співачкою (меццо-сопрано) Кетрін Берберян, з якою одружився відразу після закінчення курсів (вони розлучилися 1964 року). Тоді багато хто з композиторів створювали свої твори для прекрасного голосу Берберян.
Від 1962 року, на запрошення Даріуса Мійо, розпочав викладацьку діяльність в Mills College (Окленд, Каліфорнія). 1965 року він викладав у Джульярдській школі (Нью-Йорк), де заснував ансамбль Juilliard — товариство, що зосередилось на опрацюванні сучасної музики. Того ж року він одружився з доктором філософських наук — Сьюзен Оямою (розлучилися 1971).
Серед видатних учнів Лучано Беріо: Луї Андрессен, Стів Райч та Філ Леш (соліст гурту Grateful Dead). У ті роки Беріо здобув визнання як композитор, 1966 року він виборов Італійську премію за твір Laborintus II, значний успіх мала його Симфонія (1968).
1972 року Беріо повернувся до Італії. Між 1974 і 1980 роками, на прохання П'єра Булеза, був директором електро-акустичної студії IRCAM в Парижі. 1977 року одружився втретє з музикознавицею Талією Пекер. 1987 року Лучано відкрив Tempo Reale у Флоренції — центр дослідження та викладання музики, який діє дотепер, у ньому вивчаються та застосовуються нові технології в музиці.
1994 року Лучано Беріо визнаний заслуженим композитором Гарвардського університету, де він працював до 2000 року. До останніх днів свого життя продовжував композиторську та диригентську діяльність.
2000 року Лучано Беріо став президентом Національної академії святої Цецилії.
Помер 2003 року в Римі.

## Творчість
Для творчості Лучано Беріо характерні авангардні пошуки нового акустичного середовища й музичної текстури, використання серійної техніки, електронної музики.
Перші опуси композитора датовані другою половиною 40-их — початком 50-их років ХХ століття. В деякі з них дух національної італійської традиції привноситься уже назвами, які Л. Беріо надає італійською, попри іншомовні жанрові аналоги. Наприклад, «Divertimento» (буквально італ. розвага, аналог «дивертисменту») для струнного тріо, Concertino для кларнета, арфи, альта, челести та струнних (1949), Due pezzi (дві п'єси, 1951). Інша сторона національної італійської традиції, нерозривно пов'язаної з католицизмом, проявилася в таких творах Беріо, як «O Bone Jesu» («О, тіло Ісуса») для хору a cappella (1946), «Магніфікат» для двох сопрано, хору й оркестру, який він розпочав 1949 й закінчив 1971 року. Останній твір досі залишається найбільш популярним і часто виконуваним серед інших опусів композитора. Ту ж лінію він згодом продовжив в оркестрових творах: «Allelujah I» і «Allelujah II» (1956, 1958), «Epifanie» («Богоявлення») для жіночого голосу й оркестру (1961).
Так, у галузі вокальних жанрів новації Лучано Беріо втілилися, передусім, в сучасних обробках народного пісенного фольклору, в «Folk songs» («Народні пісні») для мецо-сопрано та оркестру (1964—73), і в "Cries of London " («Крики Лондона») для шести голосів (1974). Створюючи подібні твори, композитор музично інтерпретує крики вуличних торговців, творчість гурту Beatles, поєднуючи їх з елементами переосмисленої класичної музики, зокрема Клаудіо Монтеверді та Джакомо Пуччіні.
Сучасна музична мова стала важливим засобом вираження вже на ранньому етапі його творчості. Наприклад, 1953 року Лучано Беріо склав вокальний цикл «Камерна музика» для мецо-сопрано, кларнета, віолончелі й арфи на текст трьох віршів Джеймса Джойса. У тому циклі в I частині вокальна партія супроводжується пуантилістичним акомпанементом арфи, а II частина, відображаючи назву «Monotone», фактично побудована на ритмуванні однієї ноти, що є сучасним зразком своєрідного програмного втілення ідеї вірша.
Відчутний на особливості таких творів Беріо вплинуло те, що від 1955 року композитор почав свою роботу в заснованій ним експериментальній «Студії музичної фонології» та почав видавати журнал про електронну музику «Incontri Musicali».
Перший електронний твір «Mutazioni» (1956) Беріо створив у Мілані в студії фонології. Пізніше він експериментував з поєднаннями інструментальних звучань з електронними шумами та звуками людської мови, наприклад у п'єсі «Temar — Omaggio a Joyce» (1958) для голосу й магнітофона.
Назва іншого популярного твору Л. Беріо — «Epifanie» — також багатозначна. Вона походить від старогрецького слова, що має цілий спектр відтінків сенсу: від побутових значень («зовнішній вигляд», «явище») до сакральних («богоявлення», «хрещення»). Над його партитурою Лучано Беріо працював від 1959 до 1961 року, а остаточну версію завершив 1965. Окрім того, той опус є показовим прикладом жанрової інтеграції, тобто, взаємопроникнення жанрів, досить частим у сучасній музиці. Дана сучасна тенденція проявляється в тому, що «Epifanie» складають два пересічних різножанрових цикли: симфонічний (сім частин, розділених на три «зошити») і вокально-симфонічний (п'ять частин), написаний на тексти Марселя Пруста, Антоніо Мачадо, Джеймса Джойса, Сангвінеті й Бертольда Брехта.
Прагнення об'єднати в новій звуковій формі різноманітні сфери мистецтва та природи спонукало композитора до використання цитат найрізноманітнішого музичного матеріалу. Так, у своїй «Симфонії» (1968) для восьми голосів й оркестру він цитує в третій частині скерцо з до-мінорної симфонії Густава Малера. Однак Беріо з іншими сучасними йому композиторами 1960-их років поєднувала не тільки ця техніка колажу, але й схильність до сценічної музики й експериментального театру. Вже його твір «Коло», закінчений 1960 року, демонструє сценічну концепцію, побудовану на жестах і русі вокалістів по сцені. Неминуща ідея загального миру, особливо актуальна в XX—XXI століттях, стала однією з головних у «Симфонії» та формує її концепцію. Ідея концентрується у II частині, створеній за раніше складеною Лучано Беріо п'єсою «O, King», присвяченою пам'яті Мартіна Лютера Кінга, борця за загальне примирення. Вся симфонія побудована як колаж на цитатному матеріалі, в тому числі на матеріалі раніше складених творів самого Беріо. Найбільш яскравою є III частина, де динамічний колаж складається з музичних цитат, накладених на цитату зі скерцо Другої симфонії Густава Малера. Незвичним і примітним є те, що Лучано Беріо цитує не якийсь фрагмент, а цілу частину симфонії. Основні прийоми обробки тієї цитати Беріо — це переоркестрування, додавання вокальних партій і накладення на неї матеріалу інших цитат. Сама ж багатоаспектність і багатовимірність музичного й текстового матеріалу закономірна для сучасної музики.
У 1970-их роках Беріо звернувся до театрального жанру. Театральна постановка «Опери» Беріо була здійснена 1970 року, а пізніше були написані «La Vera Storia» (1982) та «Un Re in Ascolto» (1984).
За роки творчості він здобув велике число престижних міжнародних нагород і премій, у тому числі «Золотий лев» Венеційського фестивалю за внесок у мистецтво світового кінематографу.

### Транскрипції та аранжування
Лучано Беріо аранжував як музику інших композиторів, так і свою власну, адаптуючи її для різного складу виконавців. Зокрема, серія «Sequenza» породила серію праць під назвою «Chemins», кожна з яких базується на одній із Sequenza. Так, в основі Chemins II (1967) є Sequenza VI (1967) для альта, адаптована для альта соло та дев'яти інших інструментів. Chemins II композитор редагував у Chemins III (1968) шляхом додавання оркестру. Також існує Chemins IIb — версія Chemins II без альта соло, але з великим ансамблем, та Chemins IIc, що є, по суті, Chemins IIb з доданим соло кларнета.
Окрім аранжувань оригінальних творів, Лучано Беріо зробив низку аранжувань творів інших композиторів, серед яких — Клаудіо Монтеверді, Генрі Перселл, Йоганнес Брамс, Густав Малер тощо. Для Кетрін Берберян композитор написав низку обробок народних пісень (1964). Він також завершив оперу «Турандот» Джакомо Пуччіні (прем'єра відбулася в Лас-Пальмас 24 січня 2002 й того ж року в Лос-Анджелесі, Амстердамі та Зальцбурзі).
У статті «Два інтерв'ю» Беріо розмірковував про те, що в навчанні композиторів курс з транскрипції повинен займати не другорядне місце, а бути вагомою рушійною силою, основним потенціалом в ознайомленні та опануванні композиторських технік різних епох. Адже, «лише спробувавши на дотик музику Ференца Ліста, Феручо Бузоні, Ігоря Стравінського, Йоганна Себастьяна Баха, ми зможемо осягнути всю глибину їх композиторського дару та творчого мислення».

### Сценічні твори
- Opera, мюзикл (1970)
- Per la dolce memòria di quel giorno, балет (1974)
- La vera storia, мюзикл (1978)
- Un re in ascolto, мюзикл (1984)
- Outis, мюзикл (1996)

### Для оркестру
- Simfonia, для восьми голосів й оркестру (1969)
- Chemins IIb, для оркестру (1970)
- Moviment, для оркестру (1971)
- Concert, для двох фортепіано з оркестром (1972)
- Still, для оркестру (1973)
- Eindrücke, для оркестру (1974)
- Cor, для оркестру та хору (1976)
- Rèquiem, для оркестру(1984)
- Continu, для оркестру (1991)
- Ekphrasis (Continu II), для оркестру (1996)

### Для інструментів соло з оркестром
- Chemins I, для арфи з оркестром (1965)
- Chemins II, для альта й 9 інструментів (1967)
- Chemins III, для альта й оркестру (1968)
- Chemins IIc, для бас-кларнета з оркестром (1972)
- Chemins IV, для гобою та струнного оркестру (1975)
- Il ritorno degli snovidenia, для віолончелі та 30 інструментів (1977)
- Alternatim, для кларнета, альта й оркестру (1997)

### Електронна музика
- Thema (Omaggio a Joyce), магнітофонний запис (1958)
- Allez-Hop, магнітофонний запис (1959)
- Visage, магнітофонний запис (1961)
- Chants parallèles, магнітофонний запис (1975)
- Diario immaginario — електронна музика (1975)

### Вокальні твори
- Circles, для голосу, арфи та ударних (1960)
- Folk Songs, для мецо-сопрано і 7 інструментів (1964)
- Laborintus II, для голосу, інструменту та магнітофонної плівки (1965)
- Sequenza III, для голосу (1966)
- O King, для мецо-сопрано та 5 інструментів (1968)
- Simfonia, для електрично оброблених голосів й оркестру (1968)
- Recital (for Cathy), для мецо-сопрано та 17 інструментів (1971)
- Cries of London, для 8 голосів (1974)
- A-Ronne, для 5-8 голосів (1975)
- Canticum Novissimi Testamenti I, для хору (1988)
- Canticum Novissimi Testamenti II, для 8 голосів, 4 кларнетів і 4 саксофонів.

(1988)

### Камерно-інструментальні твори
- Sequenza I, для флейти (1958)
- Sequenza II, для арфи (1963)
- Sequenza III, для голосу (1966)
- Sequenza IV, для фортепіано (1966)
- Sequenza V, для тромбону (1966)
- Sequenza VI, для альта (1967)
- Sequenza VII, для гобою (1969)
- Línia, для двох фортепіано, віброфону та маримби (1973)
- Points of the Curve to Find, для клавіра та 22 інструментів (1974)
- Sequenza VIII, для альта (1975)
- Sequenza IX, для альт-саксофона (1980)
- Accordo, для духових та ударних (1981)
- Sequenza X, для труби й електропіаніно (1984)
- Voci, для альта та 2 інструментів (1984)
- Sequenza XI, для гітари (1988)
- Chemins V, для гітари та 42 інструментів (1992)
- Notturno, для струнного квартету (1994)
- Sequenza XII, для фагота (1995)
- Sequenza XIII, для акордеона (1995)
- Altra voce, для флейти, мецо-сопрано й електроніки (1999)
- Sequenza XIV, для віолончелі (2002)